# Маурегато
Маурегато (*Mauregato, д/н —789) — король Астурії у 783—789 роках.

## Біографія
Походив з династії Астур-Леон. Позашлюбний син Альфонсо I, короля Астурії, та мавританської рабині Сісальди.
У 783 році після смерті короля Сіло, зібрав війська й виступив проти Альфонсо II, якого було обрано королем. Маурегато вигнав Альфонсо до Алави, а сам коронувався у столиці Павіла. Під час свого володарювання втрутився у диспут між Еліпандом, архієпископом Толедо, та чернцем Беатом з Льєбана.
Відомо також про походи короля проти мусульманських володінь на Піренейському півострові, але нічого невідомо про їхні результати. Разом з тим існує легенда щодо отримання допомоги від Абд-ар-Рахмана I, еміра Кордови, в обмін на 100 дівчат щорічно.
Раптово помер у 789 році. Владу успадкував Бермудо I.

## Родина
Дружина — Креуса
Діти:
- Ґерменегільдо